# Огненные веера
Огненные веера — металлическая конструкция, внешне напоминающая веер, состоящая из кольца и 3 – 7 спиц с фитилями из кевлара,  асбеста, керамики или прочих огнеупорных материалов, используемая в качестве реквизита во время огненного шоу. Веера, как правило, используются парами, реже по три. Выступления с этим реквизитом могут проходить как с огнём, так и без него. В последнем случаи фитили покрываются специальными чехлами, имеющими как практическое так и эстетическое предназначение. Кроме того существуют светодиодные (LED) и флюоресцентные варианты конструкции. Последние также основаны на применении чехла отражающего ультрафиолетовое излучение.

## Конструкция
Говоря о конструкции огненных вееров, как правило, не употребляют обычную терминологию описывающую обыкновенный веер, а используют понятия спицы (вместо пластин и гард) кольцо (вместо головки веера) и фитили (как бы заменяющие понятие экрана веера). Традиционно, различают условно два основных типа конструкций: американские и русские веера. Помимо этого существует множество нестандартных конструкций (раскладные веера, веера гигантских размеров и вычурных конструкций) используемых, в основном, в целях перфоманса, нежели для исполнения трюков. Сегодня веера обеих конструкций используются повсеместно и более не локализованы в какой-то определённой стране.

##### Американские веера
Американские веера, также называемые «паучки» или «khaos» (по названию магазина), имеют относительно небольшие размеры (30 – 40 см), 4 спицы, увенчанные фитилями, и небольшое кольцо (3 – 5 см в диаметре). Нередко имеют дополнительные маленькие кольца неясного предназначения.

##### Русские веера
Русские веера, напротив, имеют большие размеры  (как правило, более 35 см, но встречаются и варианты от 25 см), от пяти до семи спиц и кольцо с диаметром, сопоставимым с шириной ладони. Иногда, также как и американские, имеют надстройку на кольцо под названием «стопер», который, впрочем, имеет больше противников, чем сторонников.

##### Ручка
Одним из главных критериев удобства веера является качество ручки и её покрытие. Ручка может быть как выполнена из отполированного металла, так и покрыта кожей, реже пластиком (с этой целью используют обычные трубки, например трубка для стиральной машинки).

##### Фитили
Существуют два основных типа фитилей которые применяются на веерах: роллы (англ. roll) и изисы (англ. Isis). Первые изготавливаются обычным оборотом ленты вокруг спицы, когда как вторые изготавливаются из шнура, заплетённого особым образом. Считается, что фитили-изисы горят ярче, но значительно сложнее в изготовлении. В качестве материала, как правило используется кевлар или асбест, реже керамический шнур. Использование стекловаты, простой ткани и других не предназначенных для этого материалов не рекомендуется.

## Техника
Вышеупомянутые два типа конструкций, также традиционно подразумевают две различные школы владения веерами: американскую и русскую соответственно.

##### Американская школа
Американская школа подразумевает вращение вееров на одном или нескольких пальцах, при этом вращение как таковое используется относительно редко, а напротив имеет место художественное перемещение вееров таким образом, что бы получались различные геометрические фигуры и эффекты. Отсюда и общее название этой техники - "геометрия". Сами трюки внешне схожи с аналогичными элементами исполняемыми с дабл-стаффами и манипуляциями с парой булав. Подобные элементы описываются теорией о взаимных расположениях вееров (см. Теорию вееров). Типичными представителями американской школы вееров являются такие артисты как Grimm Zimmer, Corey White, Memory Lena, Ellie Sorokin и другие.

##### Русская школа
Русская школа, напротив, подразумевает вращение вееров вокруг кисти таким образом, что веера находятся в постоянном движении. При этом исполняемые трюки нередко аналогичны элементам с пои. Кроме того, широко используется жонглирование двумя (реже тремя) веерами. В русской технике значительную роль играют хваты и методы их смены, описанные в Теории вееров. Типичными представителями русской школы вееров являются такие артисты как Анна Певницкая (Anika), Алина Павлова (Alinka-Murka), Rem, Ксения Фалькова и другие.

##### Теория вееров
Существует теория, описывающая приёмы техничного владения огненными веерами. В частности, в задачи теории входит объединение двух вышеупомянутых техник и описание следующих аспектов:
- Конструкция вееров
- Типы хватов
- Смены хватов
- Взаимные расположения вееров

## Интересные факты
- Противостояние русской и американской школ в 2010 году даже привело к веерной «холодной войне» видеороликов[3].
- На 2013 год значительные веерные сообщества существуют только в США, России, Украине и Польше.
- Ежегодно представители русской школы выпускают видеоролики с новейшими достижениями в технике вееров. Т.к. первый ролик был выпущен во времена «веерной холодной войны», видео носят названия U.S.S.R. - Tech Fans #. Где аббревиатура U.S.S.R. расшифровывается как Union's of soviet spinners response (Ответ союза советских спиннеров)[4].